# Рамазанов, Султан Курбанович
Рамазанов Султан Курбанович (13 декабря 1949, Дагестанская АССР, село Хрюг) — профессор, доктор технических наук, доктор экономических наук, Заслуженный деятель науки и техники Украины, Заслуженный деятель Транспортной академии Украины, отличник образования Украины, почетный профессор Восточно-украинского национального университета имени Владимира Даля и Полтавского университета экономики и торговли, ветеран труда.

## Биография
Родился в 1949 в Дагестанской АССР. В 1968 г. окончил школу. В 1973 г. окончил университет. В 1982 г. защитил кандидатскую диссертацию.
В 1997 защитил первую докторскую диссертацию, в 2008 - вторую докторскую.
28 лет проработал заведующим кафедрой и одновременно 13 лет – деканом факультета. Общий стаж работы в вузах Украины - 50 лет.

## Научная деятельность
Всего цитирований – 826 (инф. на 01.08.23), h – индекс = 15, h – индекс (10) = 22.
Входит в редакционные коллегии 8 научных изданий:     
- Глава редакционной коллегии международного журнала ACCESS (Access to Science, Business, Innovation in the Digital Economy; Индексирован в томе Web of Science; Болгария).
- Председатель редакционной коллегии научно-производственного журнала «Часопис економічних реформ» Восточноукраинского национального университета имени Владимира Даля и Национального аэрокосмического университета имени М. Е. Жуковского «Харьковский авиационный институт».
- Член редакционной коллегии научного издания Artificial Intelligence Института проблем искусственного интеллекта МОН Украины и НАН Украины.
- и другие.

Под руководством С.К, Рамазанова выполнено 45 научных робот и научно-технических программ:    
- 31 хоз. договорная – 6599,21 тыс. грн;
- 1 международная программа – 70 тыс. грн;
- 13 бюджетных тем – 2764,52 тыс. грн.

Общая сумма финансирования всех НИОКР составляет 10 433 730 грн.
Рамазанов С. К. является автором более 516 научных и учебно-методических работ, в том числи 45 монографий, 2 учебников и 12 учебных пособий.
1. Рамазанов С. К. Автоматизация управления производственно-транспортными комплексами в системе экологического мониторинга.// Монография. — Луганск: ВУГУ, 1996. — 268 с.
2. Рамазанов С. К. Модели эколого-экономического управления производственной системой в нестабильной внешней среде. Монография. — Луганск: Изд-во ВНУ им. В. Даля, 2004. — 384с.
3. Рамазанов С. К., Степаненко О. П., Тимашова Л. А. Технології антикризового управління. Монографія. — Луганськ: СНУ ім. В. Даля, 2004. — 192с.
4. Тимашова Л. А., Рамазанов С. К., Бондар Л. А., Лещенко В. А. Организация виртуальных предприятий. Монография. — Луганск: Изд-во ВНУ им. В. Даля, 2004. — 368с.
5. Воронкова А. Е., Рамазанов С. К., Родіонов О. В. Моделювання управління конкурентоспроможністю підприємства: еколого-організаційний аспект. Монограф.- Луганськ: Вид-во СНУ ім. В.Даля, 2005.-368 с.
6. Воронкова А. Э., Козаченко А. В., Рамазанов С. К., Хлапенов Л. Е. Современные технологии управления промышленным предприятием. — Киев: Лібра . — 2007. — 254 с.
7. Коробецкий Ю. П., Рамазанов С. К. Имитационные модели в гибких системах. Монография. — Луганск: ВНУ им. В. Даля, 2003. — 280с.
8. Рамазанов С. К., Припотень В. Ю. Методы и информационные технологии управления предприятием в условиях нестабильностей. Монография. — Луганск: Изд-во ВНУ им. В. Даля, 2006. — 216 с.
9. Гончаров В. Н., Радомская М. С., Радомский С. И., Рамазанов С. К., Припотень В. Ю., Гончаров Е. В. Организация оплаты труда руководителей и специалистов в условиях перехода к рыночной экономике. Монография / Под ред. д.э.н., проф. В. Н. Гончарова. — Донецк: ООО «Альматео», 2006. — 196 с.
10. Рамазанов С. К. Инструменты эколого-экономического управления предприятием: монографія / Рамазанов С. К. — Донецк: ООО «Юго-Восток, Лтд», 2008. — 351 с.
11. Рамазанов С. К. Математическое модели и информационные технологии эколого-экономического управления производственной системой в нестабильной среде //Сучасні та перспективні методи і моделі управління в економіці:монографія: у 2 ч./ [Колект. авторів].- Суми: ДВНЗ"УАБС НБУ",2008.- Ч.2.-256с.
12. Рамазанов С. К. Модели и информационные технологи эколого-экономического управления предприятием. // Современные проблемы моделирования социально-экономических систем: монография./ [Колектив авторів]. — Харьков: ИД «ИНЖЭК», 2009. — 440 с.
13. Рамазанов С. К. Інноваційні технології антикризового управління економічними системами: моногра-фія /С. К. Рамазанов, Г. О. Надьон, Н.І. Кришталь, О. П. Степаненко, Л. А. Тимашова; Під ред. проф. С. К. Рамазанова. — Луганськ — Київ: вид-во СНУ ім. В. Даля, 2009. — 584 с.
14. Рамазанов С. К., Дюбанов О. С. Синергетічний підхід ефективного управління податковими потоками в умовах кризи / Податкове навантаження: потреби регіону і можливості стягнення податків в умовах кризи: монографія / [Колектив авторів].- Луганськ: СНУ ім. В. Даля, 2010.- 176 с.
15. Ramazanov S.K., Levasheva L.W., Stepanenko O.P., Timashova L.A., Zakrzewski J.J. Innowacyjna technologie zarządzania antykryzysowego. Monografiya./Pod ed. prof. Ramazanova S.K. — Warszawa-Lugansk-Kiev: Reznikov V.S. — 2011. — 368 s.
16. Рамазанов С. К., Истомин Л. Ф., Дюбанов А. С. Моделирование соціально-экономических систем: теорія и практика: Монография / Коллектив авторов / Под ред.. В. С. Пономорева, Т. С. Клебановой, Н. А. Кизима. -. Х.: ФАП Александрова К. М.; НД — «ИНЖЕК», 2012. — С. 522—537.
17. Рамазанов С. К., Бурбело О. А., Вітлінський В. В. и др. Ризики, безпека, кризи і сталий розвиток в економіці: методології, моделі, методи управління та прийняття рішень. Монографія / Під заг. ред. проф. С. К. Рамазанова. — Луганськ: Вид-во «Ноулідж», 2012. — 948 с.
18. Рамазанов С. К., Истомин Л. Ф., Чмелев В. В. Модели оценки и анализа сложных социально-экономических систем: Монография / Коллектив авторов / Под ред.. д.э.н., проф. В. С. Пономорева, д.э.н., проф. Т. С. Клебановой, д.э.н., проф. Н. А. Кизима. — Х.: ИД — «ИНЖЭК», 2013. — С. 425—439.

2. Учебные пособия:
1. Рамазанов С. К., Гиркин Е. И. Интеллектуальные системы и теория принятия решений. — Луганск: Изд-во ВНУ, 2000. — 200с.
2. Истомин Л. Ф., Рамазанов С. К. Современная теория управления. — Луганск: МЧП «Престиж-сервис», 2004. — 260с.
3. Рамазанов С. К., Калиненко Н. А., Велигура А. В. Имитационное моделирование — Луганск: ВНУ им. В. Даля, 2004. — 221с.
4. Рамазанов С. К. Технологія комп’ютерних мереж. — Луганск: ВНУ им. В. Даля, 2004. — 247с.
5. Аптекарь М. Д., Рамазанов С. К., Фрегер Г. Е. История инженерной деятельности. — Киев: Изд-во «Аристей», 2003. — 568с.
6. Рамазанов С. К., Степанова Е. М., Велигура А. В. Автоматизация экономических вычислений в Microsoft Excel. — Луганск: ВНУ им. В. Даля, 2003. — 167с.
7. Рамазанов С. К., Деордица Ю. С., Калиненко Н. А. Математические основы кибернетики.- Ч.1.- Луганск: ВНУ им. В. Даля, 2004. — 120с.
8. Рамазанов С. К., Деордица Ю. С. Системный анализ в экономике. — Луганск: ВНУ им. В. Даля, 2004. — 120с.
9. Економічна кібернетика. Підручник в 2-х томах: Колектив авторів / Під ред. акад. В. М. Гєєця, проф. Ю. Г. Лисенко, проф. В. М. Вовк. — Донецьк: ТОВ «Юго-Восток», 2005. — 580с.
10. Рамазанов С. К., Рязанцева Н. О., Ляшенко Т. В., Мусаева Е. К., Припотень В. Ю. Математичні моделі в менеджменті та маркетингу: Навч. посіб.-Луганськ: СПД Резніков В. С.,2010.- 311с.
11. Рамазанов С. К., Рогоза М.Є., Мусаєва Е. К. Нелінійні моделі та аналіз складних систем: Навч. посіб. В 2-х ч./ Колектив авторів; за ред. проф. С. К. Рамазанова. Полтава: РВВ ПУЕТ, 2010.- Ч. 1.- 300с.; Ч. 2.-322 с.
12. Основи інформатики та технологій програмування: навч. посіб. : у 2 ч. / М.Є. Рогоза, С. К. Рамазанов, А. В. Велігура, С. М. Танченко. — Полтава: ПУЕТ, 2012. — Ч. 1. — 294с.; Ч. 2. — 322с.

3. Диссертации:
1. Рамазанов С. К. Оценивание и идентификация стохастических мультипликативно-аддитивных смесей/Автореф. диссер. на соискание уч. степ. к.т. н., Киев, 1982. — 24с.
2. Рамазанов С. К. Автоматизация управления производственно-транспортным комплексом в системе экологического мониторинга /Автореф. диссер. на соискание уч. степ. д.т. н., Луганск, 1997. — 38с.
3. Рамазанов С. К. Модели и информационные технологии эколого-экономического управления производственной системой в нестабильной среде/ Автореф. диссер. на соискание уч. степ. д.э.н., Донецк, 2008. — 40с.

Подготовил 15 кандидатов и докторов наук (по 7 научным направлениям). 
Оппоненты при защите диссертаций:   
- Получение ученой степени доктора наук – 13 чел.;
- Получение ученой степени кандидата наук – 10 чел.

Участие в подготовке около 1000 бакалавров и магистров.

## Звания и награды
Академик:
Международной академии информатизации,
Международной академии наук экологической безопасности,
Академии экономических наук Украины,
Транспортной академии Украины и
чл. корреспондент Академии технологических наук Украины.
Награды:
В 1996 награждён медалью «Отличник образования Украины», в 2003 медалью им. М. В. Ломоносова, в 2009 орденами Международной академии наук по экологии и безопасности «За заслуги в науке» и «За заслуги в образовании». В 2009 объявлен «Ученым года университета». В 2010 присвоены Почетные звания «Заслуженный деятель науки и техники Украины» и «Заслуженный деятель Транспортной академии Украины». В 2019 посвящен в «Украинское Реестровое Казачество».